# Svelvik (localitate)
Svelvik este o localitate din comuna Svelvik și Hurum, provincia Vestfold, Norvegia, cu o suprafață de 2,29 km² și o populație de 3.916 locuitori (2013).